# Elettra (nome)
Elettra  è un nome proprio di persona italiano femminile.

## Varianti
- Maschili: Elettro[3]

### Varianti in altre lingue
- Basco: Elektra
- Bielorusso: Электра (Ėlektra)
- Bretone: Elektra
- Bulgaro: Електра (Elektra)
- Catalano: Electra[6]
- Ceco: Élektra
- Croato: Elektra
- Esperanto: Elektro
- Francese: Électre
- Greco antico: Ηλεκτρα (Elektra)[2][7], Ηλεκτρη (Elektre)[8]
- Greco moderno: Ηλέκτρα (Īlektra)
- Inglese: Electra
- Latino: Electra[1][2]
- Olandese: Elektra
- Polacco: Elektra
- Portoghese: Electra
- Russo: Электра (Ėlektra)
- Serbo: Електра (Elektra)
- Spagnolo: Electra[6]
- Tedesco: Elektra
- Ucraino: Електра (Elektra)
- Ungherese: Élektra

## Origine e diffusione

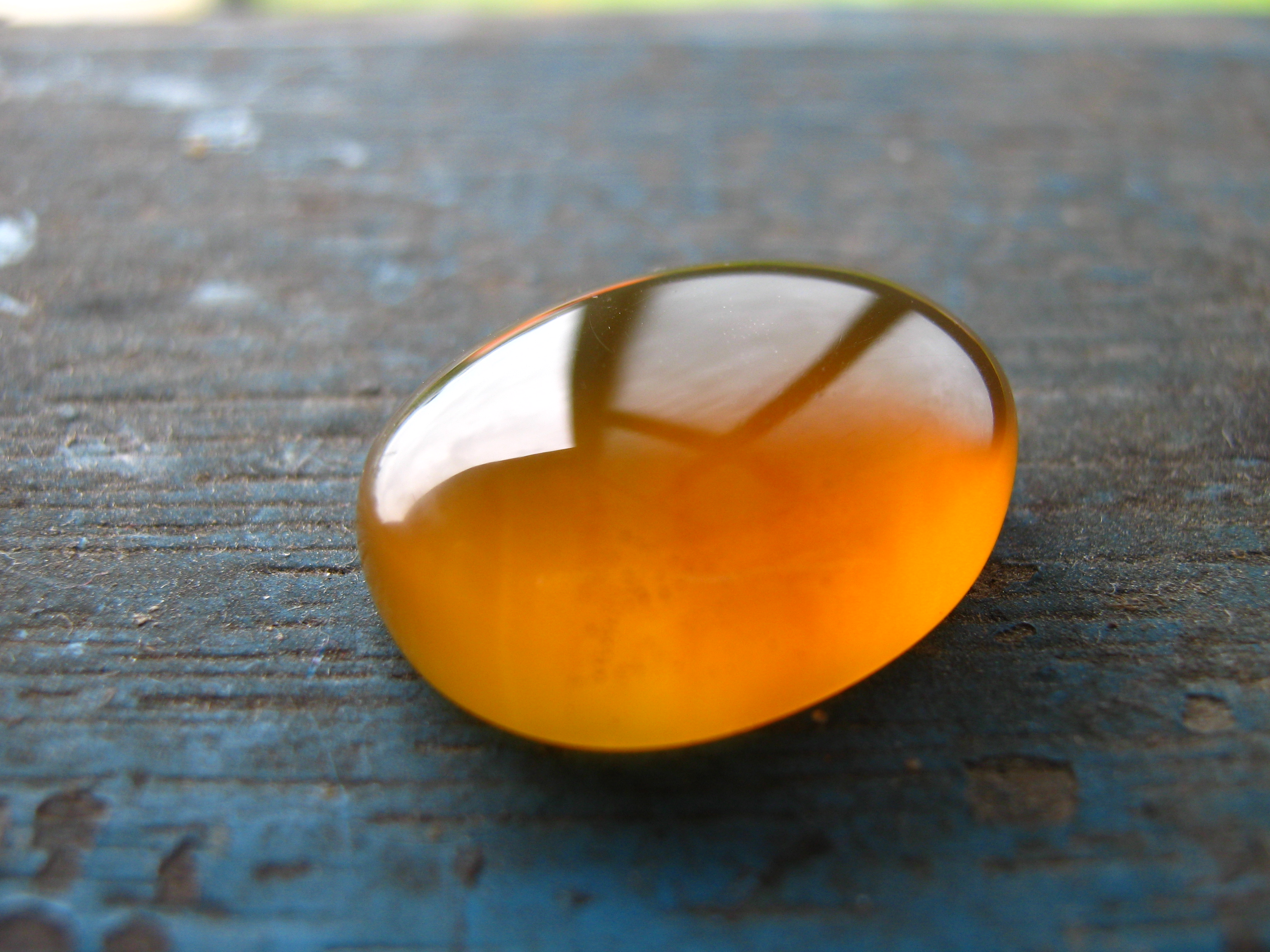
Ambra del Borneo

Continua il nome greco Ηλεκτρα (Elektra), latinizzato in Electra; deriva dal termine ηλεκτρον (elektron, "materiale splendente", "ambra"), e il suo significato viene interpretato sia come "brillante", "risplendente" che come "ambra"; in questo secondo caso è analogo per semantica ai nomi Ambra e Gintaras. Etimologicamente, inoltre, condivide la stessa radice del termine "elettricità".
Nome di tradizione classica, è portato da diverse figure della mitologia greca, fra le quali ne spiccano due in particolare: la prima è Elettra, figlia di Agamennone e Clitemnestra, che assieme al fratello Oreste uccise sua madre ed Egisto per vendicare suo padre, alla cui vicenda sono ispirate numerosissime opere (che contribuirono ad una prima diffusione del nome in epoca rinascimentale), e le è intitolato un asteroide, 130 Elektra. La seconda è Elettra, una delle Pleiadi, dalla quale prendono il nome sia il libro di poesie di Gabriele D'Annunzio Elettra che la stella Elettra.
La diffusione del nome venne ulteriormente aiutata da Guglielmo Marconi, che battezzò così tanto sua figlia quanto la sua nave laboratorio, e dal successo del dramma di Eugene O'Neill Il lutto si addice ad Elettra.

## Onomastico
Non vi sono sante con questo nome, che è quindi adespota; l'onomastico può essere eventualmente festeggiato il primo di novembre, festa di Ognissanti.

## Persone

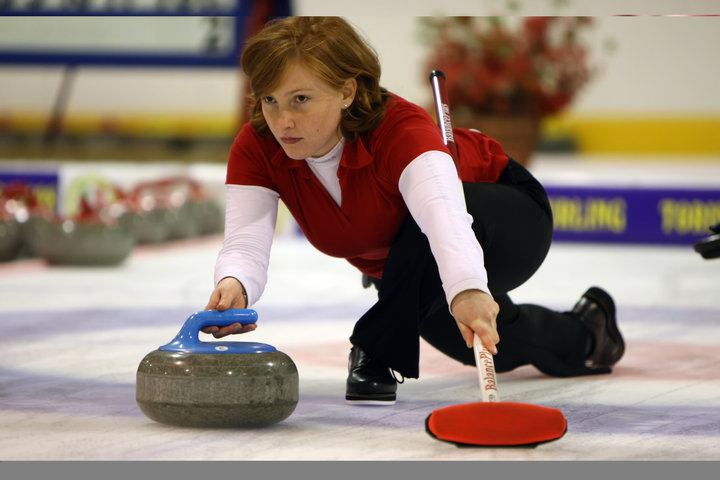
Elettra De Col

- Elettra Bisetti, doppiatrice e direttrice del doppiaggio italiana
- Elettra De Col, giocatrice di curling italiana
- Elettra Deiana, politica italiana
- Elettra Ferretti, cestista italiana
- Elettra Lamborghini, personaggio televisivo e cantante italiana
- Elettra Morini, ballerina italiana
- Elettra Pollastrini, politica italiana
- Elettra Raggio, attrice, regista, sceneggiatrice e produttrice cinematografica italiana
- Elettra Romani, attrice teatrale italiana
- Elettra Rossellini Wiedemann, modella statunitense

## Il nome nelle arti
- Electra è un personaggio della serie animata Nadia - Il mistero della pietra azzurra.
- Elektra è un personaggio dei fumetti Marvel Comics, creata da Frank Miller.
- Electra, personaggio del film Assassins del 1995.